# Loosduinen

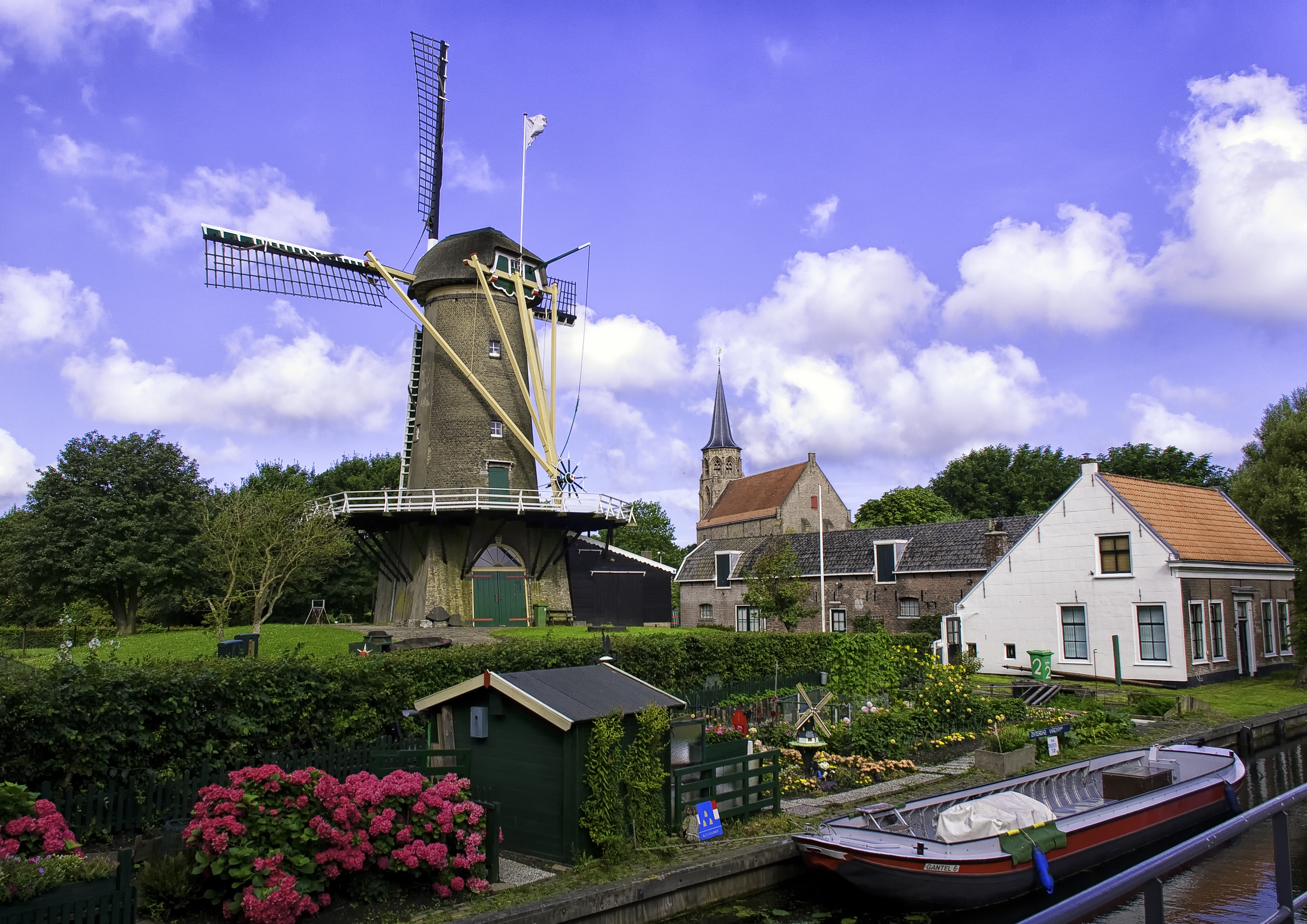
Molen en molenaarswoning met op de achtergrond de Abdijkerk.

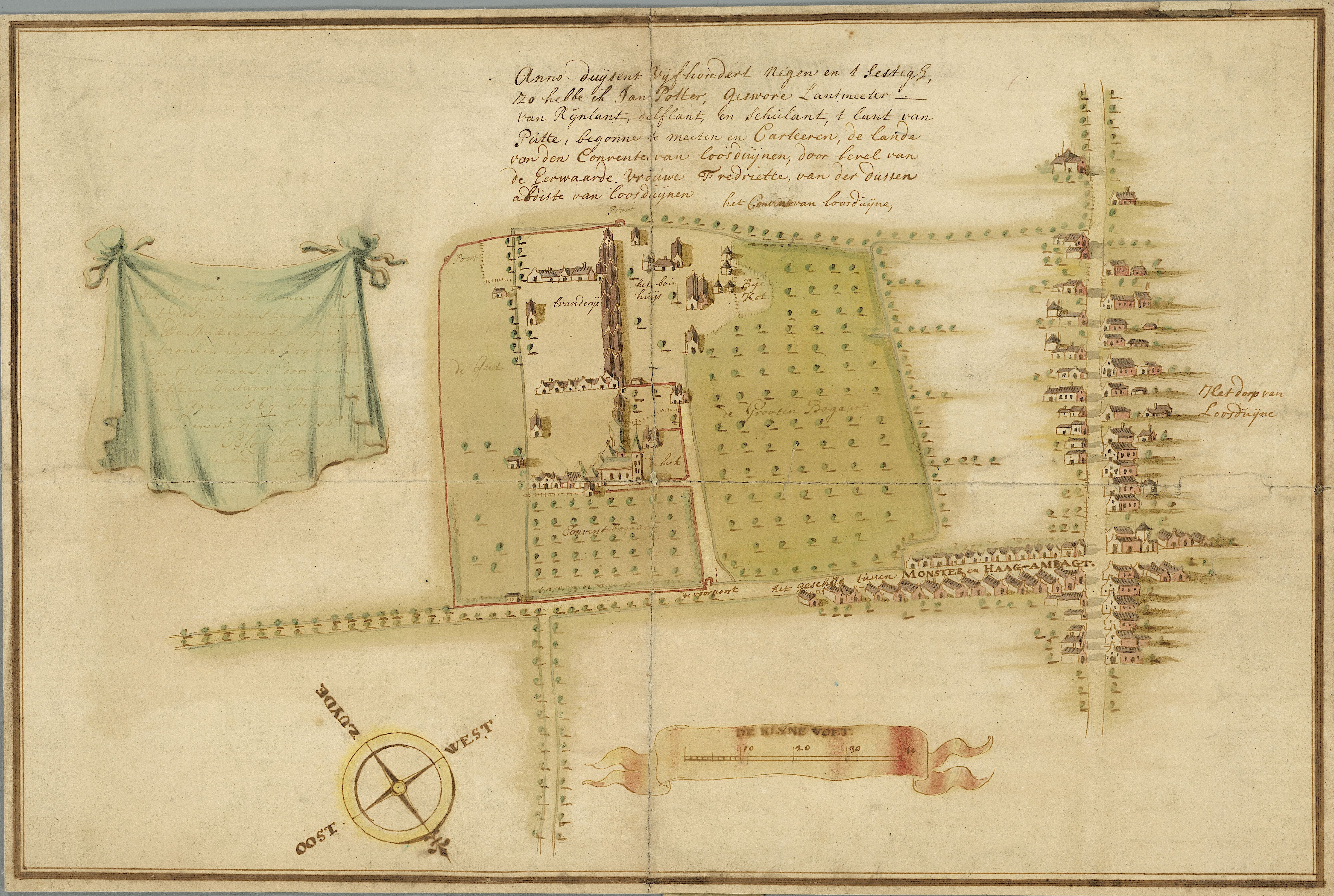
Het dorp Loosduinen en het convent in vogelvlucht, situatie tweede helft 16e eeuw

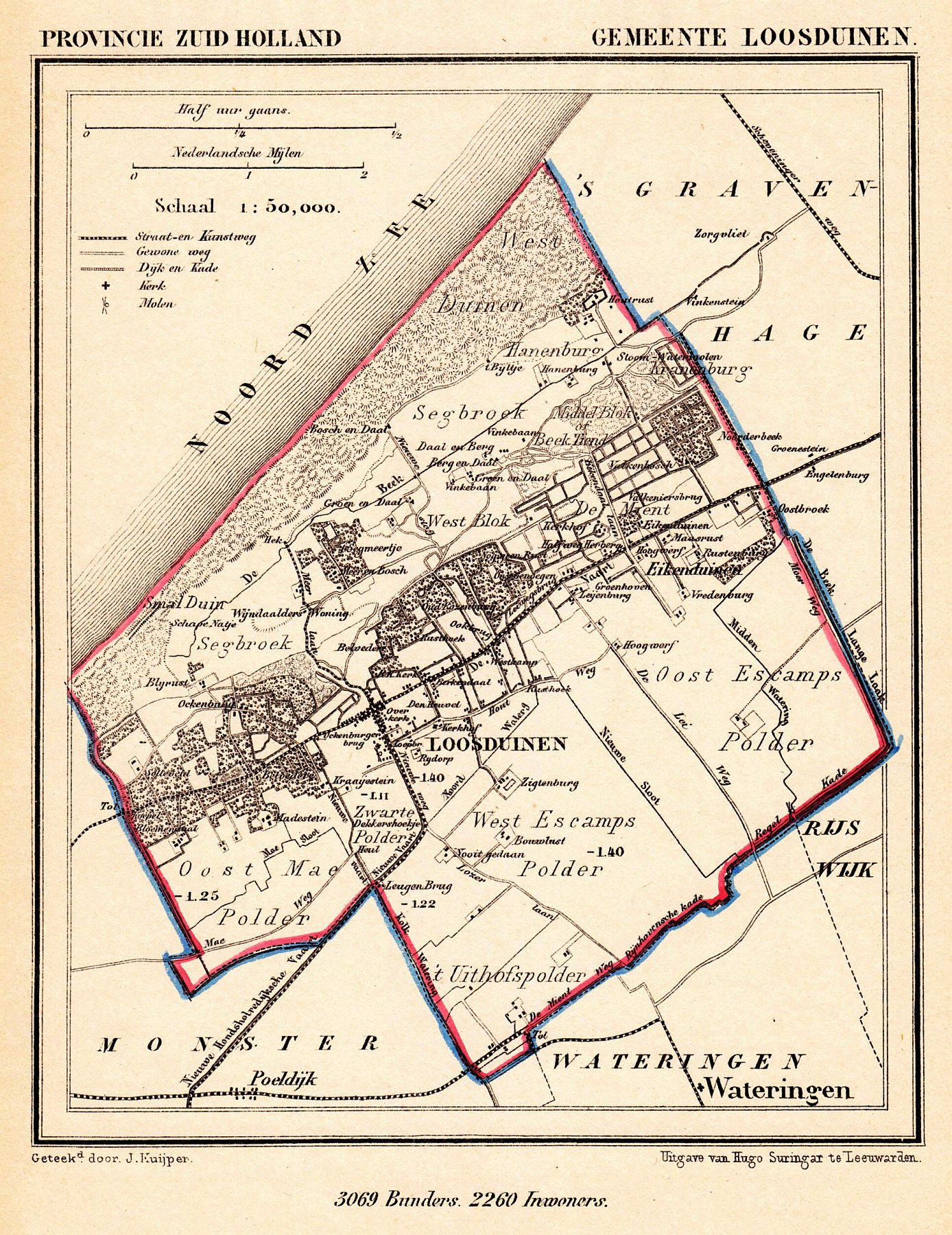
Kaart van Loosduinen (1869)

Loosduinen is een stadsdeel van Den Haag en een voormalig Westlands tuindersdorp en gemeente die op 1 juli 1923 in de stad Den Haag is opgegaan. Het dorp ontstond tijdens de hoge middeleeuwen. Op de plek van de oude kern is vanaf begin jaren 1970 een winkelcentrum voor het hele stadsdeel gebouwd. Loosduinen heeft een oppervlakte van 13 km², ruim 22.500 huizen en 45.865 inwoners (2015).
Het stadsdeel Loosduinen bestaat uit de wijken:
- Loosduinen
- Kraayenstein
- Kijkduin en Ockenburgh
- Bohemen en Meer en Bos
- Waldeck

## Naam
De naam Loosduinen komt van de benaming 'loze duinen'. Het oorspronkelijke dorpje lag in een duingebied dat door natuurlijke landaanwas landinwaarts kwam te liggen. Deze duinen speelden zodoende geen rol meer als zeewering en waren dus 'loos'.
De bijnaam van de vroegere bewoners was "Peenbuiker", mogelijk omdat er in dit tuinbouwgebied veel penen werd verbouwd. Het verhaal gaat dat, doordat er zoveel peen werd verbouwd, de tuinders hun penen in de slootjes schoonmaakten om mooiere penen te hebben dan de concurrentie en dus meer te kunnen verkopen. Om de penen te kunnen wassen lagen de tuinders op hun buik naast de slootjes waardoor hun buik vaak onder de modder zat. Vandaar de naam peenbuiker.

## Geschiedenis
Het dorp Loosduinen is net als Den Haag ontstaan op een strandwal. Daar heeft graaf Floris III eind twaalfde eeuw een zogenaamde villa oftewel een boerderij laten bouwen. De latere graaf Dirk VII trouwde in deze boerderij met Aleid van Kleef. Omstreeks 1230 werd in Loosduinen door Floris IV een Cisterciënzer nonnenklooster gesticht, waarvan de huidige Abdijkerk, Willem-III-straat 40, een overblijfsel is. In 1249 liet zijn zoon graaf Willem II van Holland in Eikenduinen een kapel bouwen ter nagedachtenis aan zijn overleden vader. Na 1276 kreeg het dorp enige status als bedevaartsoord vanwege het 'wonder van Loosduinen': in dat jaar zou gravin Margaretha van Henneberg 364 kinderen gebaard hebben.
De Haagweg en vanaf 1645 de Loosduinsevaart vormden de belangrijkste verbindingen met Den Haag. 
Het gebied van Loosduinen vormde in de geschiedenis nauwelijks een eenheid, waarbij een onderscheid kan worden gemaakt tussen de dorpskern Loosduinen en het totale gebied van Loosduinen. De helft van het gebied maakte bestuurlijk deel uit van Haag-Ambacht. De andere helft vormde een hoge heerlijkheid met als naam Half-Loosduinen, maar dat gebied werd op haar beurt weer onderverdeeld tussen Monster, dat het bestuur voerde, Poeldijk en Terheijde. De prinsen van Oranje waren er ten tijde van de Republiek de ambachtsheer van. Eind achttiende eeuw kwam aan deze situatie een einde, na de Bataafse Revolutie, die vele bestuurlijke hervormingen bracht, waaronder de afschaffing van alle heerlijkheden.

### Zelfstandige gemeente
Nadat in 1810 het gebied van de voormalige Nederlanden door keizer Napoleon bij Frankrijk werd gevoegd, werd in 1811 per keizerlijk decreet besloten dat Loosduinen met het dorp Eikenduinen en Poeldijk, inbegrepen Kwintsheul, een zelfstandige gemeente Loosduinen zouden vormen. De gemeente Loosduinen grensde aan Den Haag, Rijswijk, Wateringen en Monster en was veel groter dan het huidige stadsdeel en omvatte vrijwel het gehele huidige Den Haag Zuidwest. Prefect Goswin de Stassart benoemde kort daarop Franc van der Goes als eerste maire (burgemeester). Vijf jaar later in 1816 gingen Poeldijk en Kwintsheul naar de gemeente Monster. Het dorp kwam tot bloei met de opkomst van de tuinbouw. Dit resulteerde in de bouw van een aantal herenhuizen langs de Loosduinse hoofdstraat en de Willem III straat. In 1899 werd de Loosduinsche Groentenveiling opgericht. Deze bevond zich op twee plaatsen naast de WSM-trambaan, en er waren ook veilingsporen.
Aanvankelijk stond het raadhuis aan de Willem III straat maar naderhand op de kruising van twee verbindingswegen "Hét Kruispunt", een ontmoetingsplaats in het centrum.

### Annexatie door Den Haag
De bebouwing van Den Haag naderde de gemeentegrens rond 1900 en leidde in 1902-1903 tot de eerste annexatie van grondgebied, tussen de huidige Beeklaan en Kamperfoeliestraat.
De zelfstandigheid van de gemeente Loosduinen duurde tot 1 juli 1923 waarna het vrijwillig bij de gemeente Den Haag werd gevoegd, onder de voorwaarden dat er een rioleringsstelsel werd aangelegd en dat er een gemeenteloket en een trouwlocatie bleven bestaan.De bebouwing rond de kern van Loosduinen werd nog niet aangetast. 
Sinds 1 juli 1923 werd het raadhuis hulpsecretarie dat in 1966 verhuisde, in het kader van de nieuwbouw in het centrum, naar de voormalige woning van de laatste burgemeester Hendrik Willem Hovy aan de Loosduinse Hoofdstraat. Later keerde het als stadsdeelkantoor terug naar de Kleine Keizer.

## Verdere ontwikkeling
Een nieuwe woonwijk verscheen tussen 1926 en 1929 in de hoek die begrensd wordt door Ockenburghstraat, de Symfoniestraat, de Pisuissestraat en de Nocturnestraat. In dezelfde periode werd ten noordoosten van de kern de Burgemeesterswijk gebouwd die begrensd wordt door de Burgemeester Hovylaan en de Oude Haagweg. Tussen de Leyweg en de Escamplaan begon in 1967 de bouw van het Leyenburgziekenhuis dat in 1971 werd geopend. In de hoek van de Leyweg en Zuidwoldestraat kwam het Oogziekenhuis. In de jaren tachtig van de twintigste eeuw verscheen een uitgestrekte woonwijk en bedrijventerrein Houtwijk en Kerketuinen. Van het oude centrum van Loosduinen is door nieuwbouw en verwaarlozing weinig bewaard gebleven. In de jaren vijftig van de twintigste eeuw is een groot deel van het centrum gesloopt en gereconstrueerd op verzoek van de Loosduinse middenstand om de concurrentie aan te kunnen met de nieuwe winkelcentra, zoals aan de Leyweg. Alleen langs de Loosduinse Hoofdstraat, de Burgemeester Hovylaan en de Willem III straat staan nog gebouwen uit de negentiende en vroeg twintigste eeuw.

## Vervoer
Vanaf 1882 had Loosduinen een tramverbinding met Den Haag (Lijnbaan). De Westlandsche Stoomtramweg Maatschappij exploiteerde een stoomtram, die in 1883 werd verlengd naar Poeldijk en s-Gravezande (1905: Hoek van Holland) en uiteindelijk vanaf 1912 een verbinding vormde via Naaldwijk naar Delft en Maassluis. Tot in 1932 reden er reizigerstrams. Daarna werden alleen nog goederen vervoerd, totdat de lijn naar Delft per 1 januari 1968 werd gesloten. De lijn naar Den Haag werd al in 1932 opgeheven en door een busdienst vervangen. Van 1888 tot 1928 was er ook een alleen in de zomer rijdende stoomtram naar Kijkduin. Ongeveer evenwijdig aan de vroegere stoomtramlijn rijdt sinds 1983 de Haagse tramlijn 2 tussen Den Haag en Loosduinen. Grote delen van de oude routes zijn nu fietspad.

## Bouwwerken
- Abdijkerk (zie Abdij van Loosduinen)
- Onze-Lieve-Vrouw-Hemelvaartkerk
- Watertoren (afgebroken)
- De Korenaer/Prins Maurits

## Cultuur
Loosduinen heeft een eigen dialect (het Loosduins) dat veel op Haags lijkt.

## Geboren
- Johannes Meursius (1579-1639), schrijver
- Daniël Haringh (1641-1713), schilder
- Hendrik Quarles van Ufford (1822-1860), schrijver
- Piet Moeskops (1893-1964), wielrenner
- Mien van Bree (1915-1983), wielrenster
- Joop van den Haak (1937-2016), schrijver
- Ben van der Stee (1965), onderwijzer en politicus